# Liz Lanne
Lislane Oliveira Araújo (Fortaleza, 3 de fevereiro de 1977) mais conhecida como Liz Lanne, é uma cantora, compositora, pastora e empresária brasileira, que iniciou sua carreira em 2002 lançando o CD Deus Disse Sim. Também já fez parte do Grupo Altos Louvores e do Grupo Voices Ao todo a cantora já vendeu mais de 200 mil cópias em toda sua carreira.

## Biografia
Liz Lanne nasceu em Fortaleza, filha de Maria Zulmira e Antonio Oliveira Neto. Quando Liz Lanne tinha um ano de idade, sua família passou a morar no Rio de Janeiro, e passaram a congregar na Assembleia de Deus em Cordovil.
Liz Lanne tem uma filha do seu primeiro casamento, Maithê. Atualmente, é casada com o  empresário português Rubens Araújo. Faz parte da Igreja Batista da Lagoinha em Aveiro/Portugual, pastoreada por Marcus Almeida.[carece de fontes?]
Em 2007, recebeu o Título de Cidadã do Estado do Rio de Janeiro, pela Alerj, em projeto da autoria do Deputado José Nader em reconhecimento pelos serviços prestados ao estado do Rio de Janeiro.

## Carreira

### Altos Louvores
O início da carreira de Liz Lanne se deu no Grupo Altos Louvores juntamente com sua irmã Eyshila, no final dos anos 80. Quando Eyshila estava para sair do Grupo indicou Liz Lanne e Jozyanne para darem continuidade ao trabalho. Lá, Liz cantou ao lado de grandes nomes da música gospel, como Sérgio Lopes, Léa Mendonça, Eyshila, Ronald Fonseca[3], Marquinhos Gomes, Jozyanne e Roberta Di Angellis.

### Voices
Em 1997, Marina de Oliveira, gravaria um álbum direcionado para o exterior, a ser lançado na CD EXPO 97, pois a gravadora, MK Publicitá na época, não possuía nenhum título em língua hispana ou inglesa. Para isso, Marina convidou Fernanda Brum para lhe auxiliar nesse projeto, porém, como as duas tinham timbres diferenciados e pouca experiência em harmonias e vocais, Fernanda convidou Eyshila para participar e cuidar da produção vocal do trio. Todo o processo de escolha de repertório, gravação e mixagem do primeiro CD foi concluído em 15 dias. Como havia prazo para entrega do produto final e, nessa época, a Fernanda Brum já possuía uma agenda apertada e com muitas viagens, não pôde participar de todos os vocais.
Para auxiliar, e então fazer algumas canções na ausência da Fernanda, Eyshila convidou sua amiga Jozyanne. Quando Fernanda voltou de viagem, decidiram por mantê-la no grupo, devido à harmonia proporcionada por sua participação. Numa das gravações, Liz Lanne foi acompanhando sua irmã para assistir apenas, porém, quando lá estava, foi convidada para participar numa das canções e essa participação se seguiu nas demais gravações. Com o produto pronto, Yvelise de Oliveira (presidente da gravadora MK Publicitá) aprovou o grupo com as cinco integrantes e assim nasceu o Voices.

### Carreira solo
Em 2002, Liz Lanne lançou o seu primeiro CD solo chamado Deus disse Sim, com produção de Emerson Pinheiro, onde a cantora surpreendeu por introduzir novos ritmos, sonoridade, como o country norte-americano, explorando os graves; o CD vendeu mais de 100 mil cópias. Em 2003, lançou seu segundo CD com a produção de Kleber Lucas e novamente de Emerson Pinheiro: Perfume Suave. O repertório foi escolhido criteriosamente pela intérprete e levou oito meses para ser concluído. Das 12 composições, seis são de autoria de Eyshila, inclusive a faixa-título.
Em 2005, ela lança o seu terceiro CD chamado Menina, Levanta-te, o segundo produzido de Emerson Pinheiro. Nesse CD, Liz chama para um novo despertar. A experiência, que aconteceu em um momento de oração entre ela, a pastora Alda Célia, a amiga Fernanda Brum e a irmã Eyshila, resultou em uma música, que dá título ao CD. A princípio o álbum teria o título de "Prepare-se".
Foi em 2008 que lançou o seu quarto CD chamado ''Mergulhar", produzido por Rogério Vieira, com uma pegada mais pop e moderna, porém sem sair do estilo congregacional. O CD foi todo gravado em estúdio e teve sua participação ativa em todas as fases, além de contar com participações especiais de Eyshila, Fernanda Brum, Emerson Pinheiro e Marquinhos Menezes e Lilian.
Em 2009, Liz Lanne gravou uma participação especial no CD Amigas 2; junto com Fernanda Brum e Eyshila, o trio regravou a música "Pessoas Feitas de Amor" composta e gravada originalmente pela cantora Ludmila Ferber.
Em 15 de dezembro de 2010, Liz Lanne gravou o seu primeiro CD ao vivo, chamado "Glorifica", em Taboão – São Bernardo do Campo, São Paulo. A produção do disco ficou por conta do produtor Paulo César Baruk. O lançamento foi em 28 de abril de 2011. A produção de voz também foi feita por Paulo Cesar Baruk, que ainda canta com a cantora na música "Loucura", composta por Anderson Freire. Outro destaque do álbum é a faixa ' Tudo Coopera para o Bem', que ganhou uma versão em vídeo-clipe.
Em 2012, o Voices, grupo no qual Liz Lanne integrava, grava seu último disco, titulado Voices para Sempre, encerrando a carreira com nove discos gravados em quinze anos de carreira.
Em 2013 Liz Lanne abriu uma grife de roupas femininas, com a marca Seven Liz. A loja fechou no final de 2015 por não haver retorno financeiro.
Dia 19 de outubro de 2016, Liz Lanne participou do programa do Gugu, na Record, e ao lado de Cassiane, Fernanda Brum e Bruna Karla homenageou sua irmã Eyshila, que perdeu seu filho, vítima de meningite. O quinteto cantou a musica "O Milagre sou eu" escrita por Eyshila dois dias depois da morte do seu filho, o momento mais emocionante foi quando o Lucas, outro filho da Eyshila, entrou cantando e com flores para sua mãe.
Em 2016, Liz Lanne participou do segundo projeto da Igreja Batista Atitude, igreja a qual congrega. Junto com Marquinhos Gomes e Pamela, interpretou a música "O Amor É Tudo".
No dia 12 de dezembro, Liz Lanne anunciou um novo CD pela gravadora MK Music após seis anos sem lançar novos trabalhos. Em sua redes sociais, a intérprete revelou ainda o nome do mais novo projeto chamado "Confiar", a ser lançado em 2017.[carece de fontes?]
| “ | E após cinco longos anos eu estou em casa para lançar meu novo CD Confiar pela MK Music. Estou feliz e grata a Deus por estar em um lugar cheio de amor e amigos que me amam. | ” |

A produção é assinada por Márcio Carvalho, marido da cantora Pamela.
"Eu tive uma forte gastrite em 2011, quase morri, me recuperei um pouco... depois uma forte depressão por conta do meu divórcio e depois a morte do meu sobrinho, eu não estava me sentindo mais apta para fazer nada. Liguei para Marina de Oliveira e contei que eu precisava parar, ter um tempo para mim, um tempo de mais dedicação a Deus. Ela entendeu e me apoiou. Muita coisa aconteceu nestes últimos anos... Foi um período de muitas experiências, reflexões, avaliações e aprendizado. Até que, há alguns meses, me senti novamente renovada e motivada a retomar o meu ministério musical... Contei imediatamente para a Marina, que era e continuou sendo minha amiga. Ela novamente me apoiou e comecei a desenvolver o projeto", explica a cantora. 
O álbum teve participações de Bruna Karla e Eyshila, na faixa "Santo Espírito"; Pamela em "Vivo Estás"; e sua filha, Maithê, na faixa "Te Verei".
Em 2017, Liz Lanne participa do projeto 30 anos da gravadora MK Music, onde interpretou a canção "Faça um Teste" junto com o Grupo Voices e “Tira-me do Vale” em dueto com Eyshila.[carece de fontes?]
Liz Lanne recentemente anunciou que está passando uma temporada em Portugal. A cantora mudou-se para o exterior, devido seu atual marido morar lá.
Em Abril de 2020 Liz Lanne revelou em uma live do instagram, que está escrevendo um livro e pretende futuramente lança-lo.
No dia 11 de Junho de 2020, em comemoração ao dia dos namorados, Liz Lanne participou da Live "Cantando o amor", da sua irmã Eyshila, as duas interpretaram várias canções dos álbuns "Amigas" e "Por Toda Vida". Na ocasião foi relatado um assalto que Liz Lanne sofreu junto com seu esposo e seu pai, onde os bandidos lavaram seu carro e tudo o que estava nele. A Live já passa de 500 mil visualizações no YouTube.
Em 2020 também, Liz Lanne anunciou sua saída da gravadora MK Music, além de criar uma nova grife de roupas a Liz Lanne Store.

## Discografia
- 2002: Deus Disse Sim
- 2003: Perfume Suave
- 2005: Menina, Levanta-Te
- 2008: Mergulhar
- 2011: Glorifica (Ao Vivo)
- 2017: Confiar

### Singles
- Milagre
- Enquanto Deus Trabalha (Lágrimas)
- Perfume Suave
- Orando Por Você
- Talita Cumi
- O Que darei a Ti?
- Prepare-se
- A Minha Esperança
- Mergulhar
- Basta Uma Palavra
- Meus Cântaros
- Tudo Coopera para o Bem
- Mestre
- Glorifica
- João Viu
- Tudo Posso
- Em Ti Confio
- Faz Tudo Por Mim
- Vida no Deserto
- Glorioso

### Colaborações
- Nossa lagoa em dia de sol (Cast MK Music)
- Pastor (Eyshila - CD Nada pode calar um adorador)
- Meu Abrigo (com Eyshila - CD Nada pode calar um adorador)
- Feliz Natal e um Lindo Ano Todo (Cast MK Music)
- O Amor É Tudo (com Pamela, Marquinhos Gomes e Ministério Atitude - CD Ponto de Encontro)
- Tira-me do Vale (com Eyshila - CD Grandes Encontros MK 30 Anos)

### Participações com canções inéditas em coletâneas
- Eu e minha Casa (Amo Você Vol. 12)
- É o Amor (Amo Você Vol. 11)
- Exemplo de Mulher (com Eyshila)
- Especialmente, Mãe (com Eyshila)